# 山崎光夫
山崎 光夫（やまざき みつお、1947年3月20日 - ）は、日本の作家。

## 略歴
福井県福井市生まれ。早稲田大学教育学部卒業。テレビ番組の構成、雑誌記者などを経て、1985年「安楽処方箋」で小説現代新人賞を受賞。同年短編「サイレント・サウスポー」で直木賞候補、1986年「詐病」で、1987年「ジェンナーの遺言」で三度直木賞候補となる。1998年、芥川龍之介の自殺が毒によるものだと論じた『藪の中の家』で新田次郎文学賞受賞。医療分野に造詣が深い。「福井ふるさと大使」も務める。

## 著書
- 『日本の名医661人 専門医別全国ガイドブック』講談社（オレンジバックス）1984
- 『ジェンナーの遺言』文藝春秋 1986
- 『安楽処方箋』講談社 1986
- 『頼れる専門医・専門病院』講談社 1987
- 『日本アレルギー倶楽部』講談社 1988
- 『レッドライン・カルテ』新潮社 1989
- 『東京ビー玉くらぶ』角川書店 1989
- 『ヒポクラテスの暗号』新潮社（新潮ミステリー倶楽部）1990
- 『七つの偶然』実業之日本社 1991
- 『精神外科医』中央公論社 1991 のち文庫
- 『赤い王国』角川書店 1992
- 『マドンナの湯 湯盗り博士温泉めぐり』実業之日本社 1992
- 『メディカル人事室』講談社 1993
- 『生命のサイレン 救急女医・五條史子』学習研究社 1993
- 『菌株はよみがえる』新潮社 1994
- 『ラッシュの王者 拳聖・ピストン堀口伝』文藝春秋 1994
- 『遠い波紋』実業之日本社 1995
- 『ボタンの掛け違い』祥伝社（ノン・ポシェット）1996
- 『名人伝長く強く生きる 健康力・没頭力・楽天力のすすめ』講談社+α文庫 1997
- 『藪の中の家 芥川自死の謎を解く』文藝春秋 1997 のち中公文庫
- 『元気の達人 健康の不安にすべて答える』光文社文庫 1998
- 『謝絶体 保険診査医の事件簿 連作医学推理』祥伝社 1999
- 『東京検死官 三千の変死体と語った男』新潮社 2000 のち講談社文庫
- 『サムライの国』文藝春秋 2000（短編集）
- 『日本の名薬』東洋経済新報社 2000 のち文春文庫
- 『「赤本」の世界 民間療法のバイブル』文春新書 2001
- 『病院が信じられなくなったとき読む本』東洋経済新報社 2002
- 『逆転検死官』新潮社 2003
- 『ドンネルの男・北里柴三郎』東洋経済新報社 2003 のち中公文庫
- 『戦国武将の養生訓』新潮新書 2004
- 『風雲の人 小説・大隈重信青春譜』東洋経済新報社 2007
- 『健康の天才たち』新潮新書 2007
- 『老いてますます楽し 貝原益軒の極意』新潮新書 2008
- 『二つの星 横井玉子と佐藤志津女子美術大学建学への道』講談社 2010
- 『明治二十一年六月三日 鷗外「ベルリン写真」の謎を解く』講談社 2012
- 『我に秘薬あり 家康の天下取りと正倉院の名薬「紫雪」』講談社 2013
- 『開花の人 福原有信の資生堂物語』東洋経済新報社 2013
- 『薬で読み解く江戸の事件史』東洋経済新報社 2015
- 『胃弱・癇癪・夏目漱石 持病で読み解く文士の生涯』講談社選書メチエ 2018
- 『小説曲直瀬道三 乱世を医やす人』東洋経済新報社 2018